# Panamomops
Genre
Synonymes
- Platyopis Menge, 1868 nec Fischer von Waldheim, 1822
- Microstrandina Charitonov, 1937
- Panamomopsides Denis, 1962
- Lochkovia Miller & Valesová, 1964

Panamomops est un genre d'araignées aranéomorphes de la famille des Linyphiidae.

## Distribution
Les espèces de ce genre se rencontrent en écozone paléarctique.

## Liste des espèces
Selon World Spider Catalog (version 26, 14/07/2025) :
- Panamomops affinis Miller & Kratochvíl, 1939
- Panamomops depilis Eskov & Marusik, 1994
- Panamomops dybowskii (O. Pickard-Cambridge, 1873)
- Panamomops fagei Miller & Kratochvíl, 1939
- Panamomops fedotovi (Charitonov, 1937)
- Panamomops inconspicuus (Miller & Valešová, 1964)
- Panamomops latifrons Miller, 1959
- Panamomops mengei Simon, 1926
- Panamomops mutilus (Denis, 1962)
- Panamomops palmgreni Thaler, 1973
- Panamomops pamiricus Tanasevitch, 1989
- Panamomops sulcifrons (Wider, 1834)
- Panamomops szinetari Gallé-Szpisjak & Gallé, 2025
- Panamomops tauricornis (Simon, 1882)
- Panamomops torridus Tanasevitch, 2025

## Systématique et taxinomie
Platyopis Menge, 1868 préoccupé par Platyopis Fischer von Waldheim, 1822 a été remplacé par Panamomops par Simon en 1884.
Panamomopsides a été placé en synonymie par Denis en 1964.
Microstrandina et Lochkovia ont été placés en synonymie par Wunderlich en 1970.

## Publication originale
- Simon, 1884 : Les arachnides de France. Paris, vol. 5, p. 180-885 (texte intégral).